# (6606) Makino
(6606) Makino es un asteroide perteneciente al cinturón de asteroides descubierto el 16 de octubre de 1990 por Tsutomu Seki desde el Observatorio de Geisei, Geisei, Japón.

## Designación y nombre
Designado provisionalmente como 1990 UF. Nombrado en memoria de Tomitarō Makino (1862-1957), botánico nacido en Kochi y de renombre internacional. Se interesó por las plantas en su infancia y se le atribuye el descubrimiento de 500 nuevas especies.

## Características orbitales
Makino está situado a una distancia media del Sol de 3,093 ua, pudiendo alejarse hasta 3,644 ua y acercarse hasta 2,541 ua. Su excentricidad es 0,178 y la inclinación orbital 5,034 grados. Emplea 1986,42 días en completar una órbita alrededor del Sol.
Los próximos acercamientos a la órbita de Júpiter ocurrirán el 7 de julio de 2074, el 14 de mayo de 2084 y el 6 de febrero de 2135.

## Características físicas
La magnitud absoluta de Makino es 12,98. Tiene 14,205 km de diámetro y su albedo se estima en 0,080. 